# Mason Hoffenberg

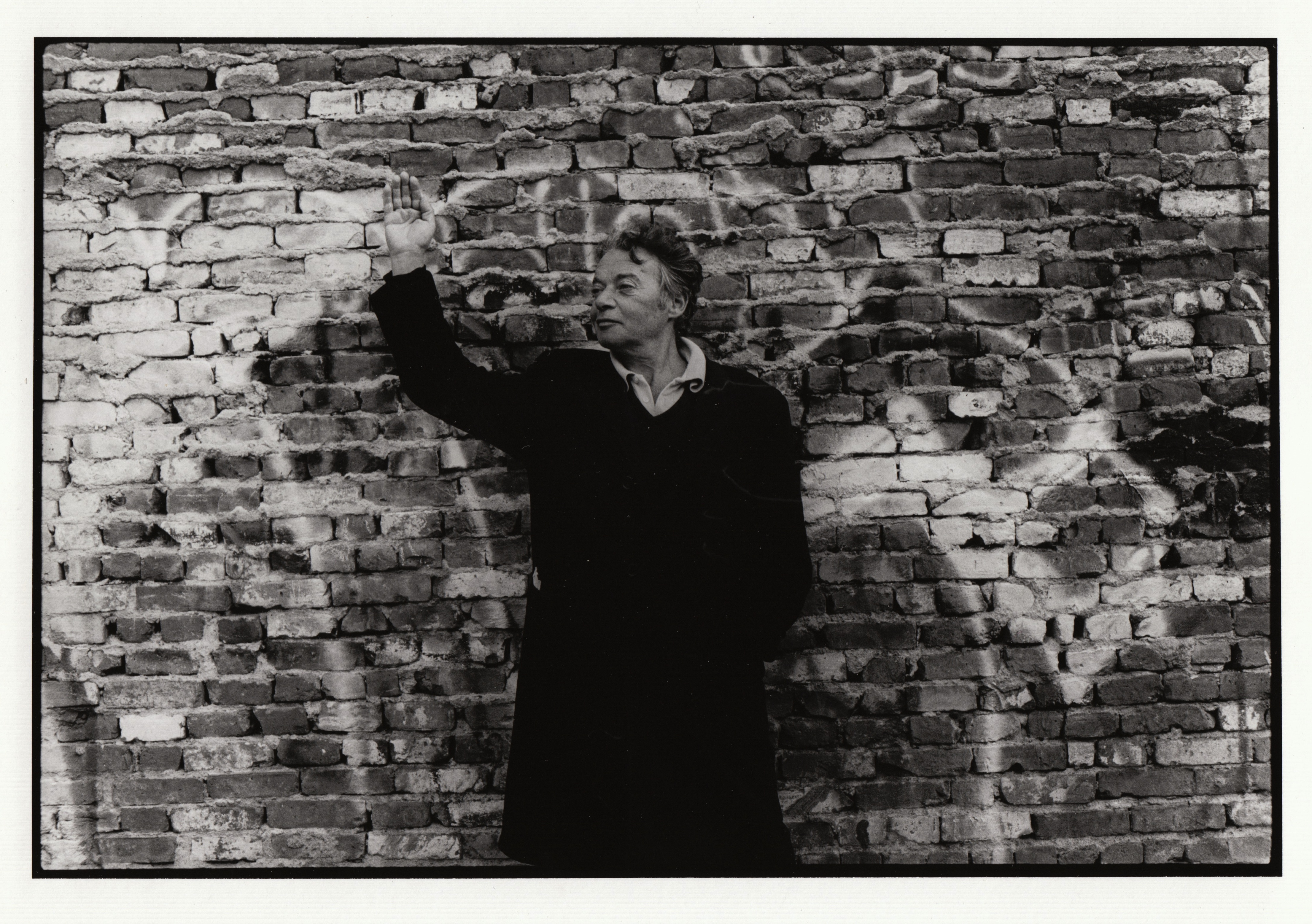
Mason Hoffenberg

Mason Kass Hoffenberg (geboren am 13. Dezember 1922 in New York City; gestorben am 1. Juni 1986 ebenda) war ein US-amerikanischer Schriftsteller, bekannt vor allem durch den zusammen mit Terry Southern verfassten satirischen Roman Candy.

## Leben

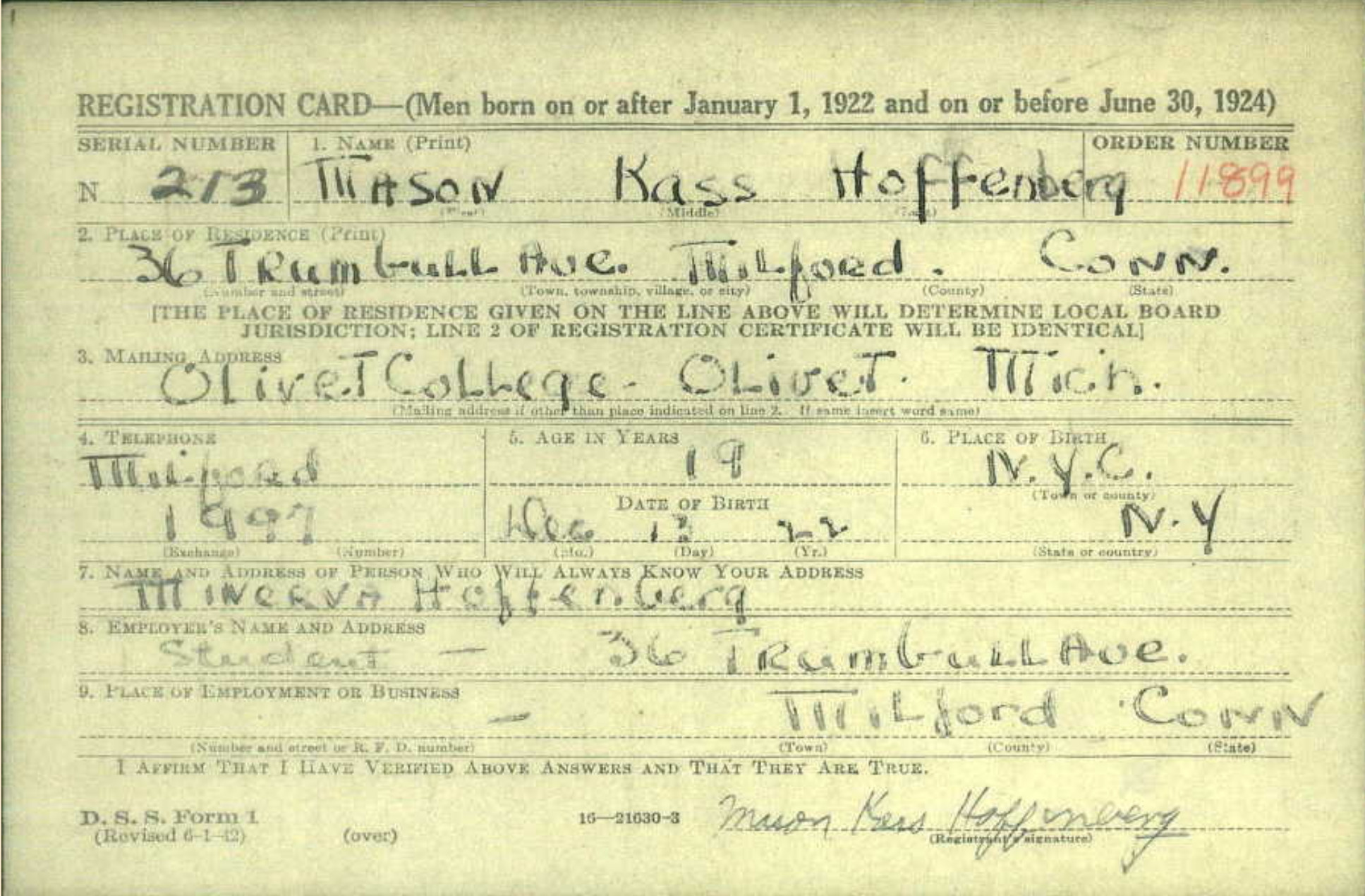
Registrierungskarte von Mason Hoffenberg (1942)

Hoffenberg wuchs in einer wohlhabenden jüdischen Familie in Milford, Connecticut auf. Sein Vater Isadore war ein erfolgreicher Unternehmer, der Schuhe an die Armee verkaufte, was Mason und seiner Schwester Aileen einen angenehmen Lebensstil sicherte. Er wurde auf die Militärakademie geschickt, verließ diese aber, zum Entsetzen seines Vaters und seiner Mutter Minerva. Anschließend besuchte es das fortschrittliche Olivet College in Olivet, Michigan. 1944 wurde er zur Armee eingezogen, nach England zur Air Force geschickt und anschließend in Frankreich, Belgien und Deutschland als Teil der Besatzungsarmee eingesetzt. Nach dem Krieg kehrte er nach New York, wo er mit Unterstützung durch das G. I. Bill an der New School studierte und W. H. Auden sein Englischlehrer war. Er lebte Greenwich Village in der dortigen Szene, zur der damals Gregory Corso, Jack Kerouac und Allen Ginsberg gehörten, schloss Freundschaften, wohnte mit dem jungen James Baldwin zusammen und beschloss, Schriftsteller zu werden.
1949 ging er nach Paris, wo er an der Sorbonne studierte. Dort wurde er Teil der amerikanischen Expat-Szene, lernte weitere Autoren der Beat Generation wie William S. Burroughs kennen, die damals in Paris lebten, und begann zusammen mit Terry Southern für Olympia Press zu schreiben, den Pariser Verlag von Maurice Girodias, war Herausgeber von dessen Olympia Review und arbeitete auch für die französische Nachrichtenagentur Agence France-Presse.
1953 heiratete er Marie „Couqite“ Matignon, Enkelin des französischen Kunsthistorikers Élie Faure, mit der er zwei Kinder hatte, Juliette und Daniel. Hinzu kam eine Tochter Zéline aus einer ersten Ehe seiner Frau, die von Hoffenberg adoptiert wurde.
Nach der Trennung von Couqite 1963 wechselte Hoffenberg mehrfach zwischen Europa und den USA, lebte zeitweise im Swinging London, wo er Bob Dylan, Marianne Faithfull, Mick Jagger und Yoko Ono kennen lernte und versuchte, Heroin durch Methadon zu ersetzen, und in Woodstock, wo er mit Dylan und Mitgliedern von The Band befreundet war und erst bei Albert Grossman und dann bei Richard Manuel wohnte.
Nachdem der Geldsegen aus der Candy-Veröffentlichung in den USA (siehe unten) auf Hoffenberg abzuregnen begonnen hatte, hatte sich sein Drogenkonsum noch einmal deutlich erhöht. In einem Playboy-Interview von 1973 sagt er über Candy und die Folgen: „Es war eine Katastrophe. Nach dem Erscheinen von Candy ging alles schief, als ob das Buch die Ursache wäre.“
1969 hatte er einen Sohn David mit Marianne Palmer und zog nach Stone Ridge, einem Dorf im Ulster County im Staat New York.
In den 1970er Jahren lebte zusammen mit Eliza Brown-John in Los Angeles und versuchte sich in einer orthodoxen Lebensführung. Eine Zeit lang wohnte er auch in Deià auf Mallorca, bis er sich schließlich in der New Yorker Upper East Side niederließ, wo er anfangs mit seiner Mutter zusammenlebte, die 1977 starb. Danach zog er mit seinem Sohn Daniel in eine Wohnung auf der anderen Seite der 79. Straße, wo er bis zu seinem Ende wohnte.
1986 starb er im Alter von 63 Jahren im Lenox Hill Hospital an Lungenkrebs.

## Candy

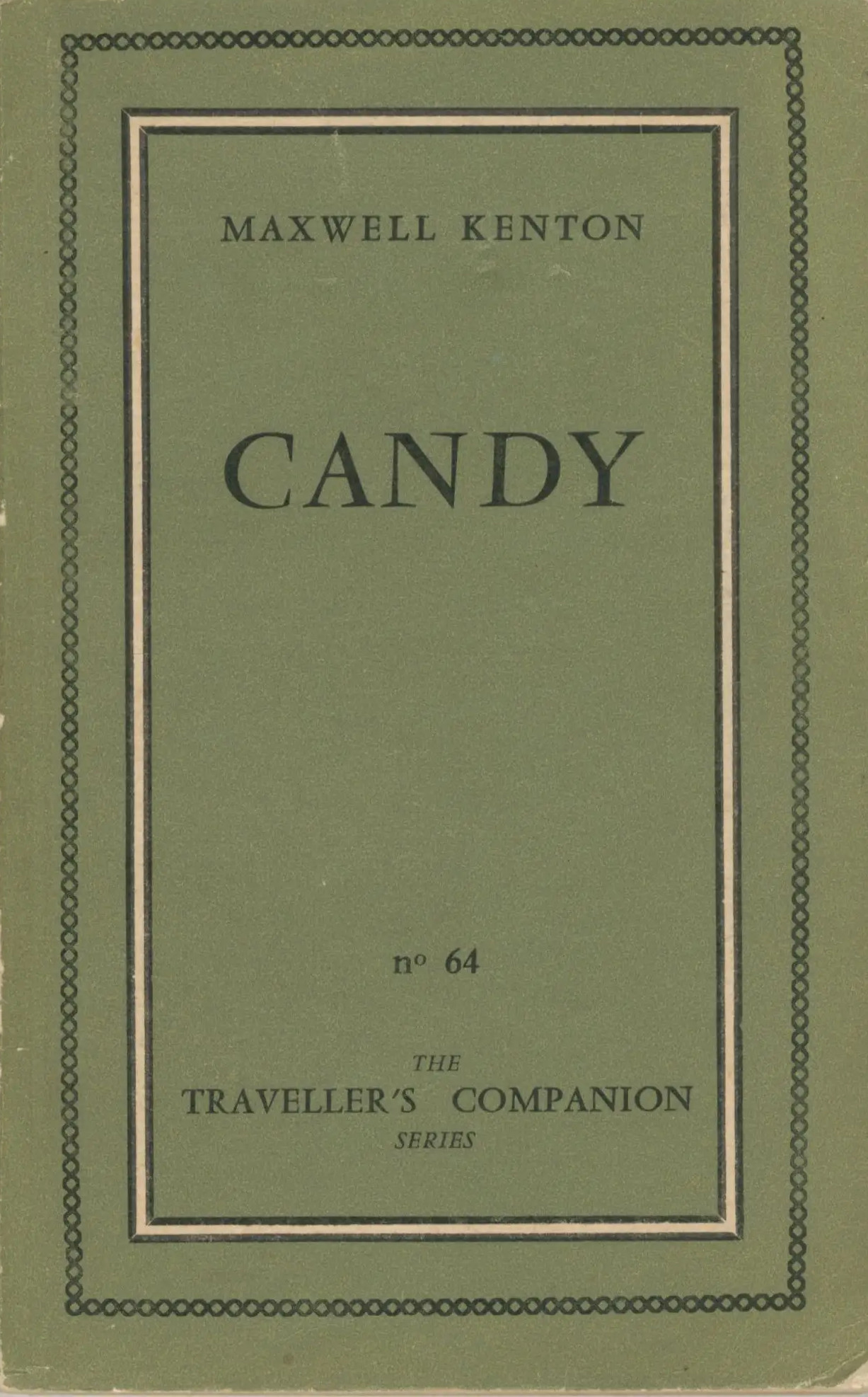
Cover der Erstausgabe 1958

Im Dezember 1956 machten Terry Southern und Mason Hoffenberg dem Verleger Maurice Girodias den Vorschlag, zusammen ein Buch zu schreiben, eine pikareske Geschichte eines jungen Mädchens mit reichlich Sex darin, angelehnt an Voltaires Candide, daher auch der Name der Protagonistin Candy. Girodias ging auf den Vorschlag ein und Southern und Hoffenberg machten sich an die Arbeit. Southern lebte damals in Genf und Hoffenberg in Paris, weshalb man überein kam, jeweils ein Kapitel zu schreiben und dieses dann für Korrekturen und Ergänzungen an den anderen Partner zu schicken. 
Candy erschien im Oktober 1958 als Band 64 der Olympia-Press-Reihe Travellers’s Companion mit einer Auflage von 5000 Exemplaren. Sehr bald begann die Brigade mondaine, die französische Sittenpolizei, sich für das Werk zu interessieren, worauf hin Girodias es vom Markt nahm und mit neuem Umschlag unter dem Titel Lollipop neu herausbrachte.
Wie bei Girodias öfters der Fall, erwies er sich bei seinen Zahlungen an die Autoren von Candy als unzuverlässig. Diese kündigten daraufhin den Verlagsvertrag, was es ihnen ermöglichte, Anfang 1964 Candy in den USA bei Putnam herauszubringen, unter Ausschluss von Girodias. Nachdem Candy dort zuvor nur klandestin verbreitet worden war, wurde es nun zum Bestseller. Das Buch blieb 11 Wochen auf der Bestsellerliste, erlebte vor Jahresende 13 Auflagen und verkaufte sich über 1 Million Mal. Auch Hollywood zeigte Interesse an einer Verfilmung.
Aber die weitere Entwicklung wurde kompliziert durch ungeklärte Urheberrechtsfragen. Für die Olympia-Originalausgabe war in den USA kein Copyright eingetragen worden, was dem Verlag Lancer Books erlaubte, Anfang 1965 diese Version in den USA als Taschenbuch herauszubringen, gleichzeitig mit der Taschenbuchausgabe von Putnam.  Und während diese Auseinandersetzungen andauerten und Gerichtsverfahren in den USA und Frankreich liefen, waren die Verhandlungen über eine Verfilmung blockiert, solange das Copyright nicht geklärt war. In den USA hatte nach Lancer auch Greenleaf eine nichtlizenzierte Ausgabe herausgebracht und in Großbritannien hatte Girodias insgeheim die Candy-Rechte an Tandem Books verkauft.
Obendrein kam es zu Auseinandersetzungen zwischen den Autoren. Schließlich wurde eine Vereinbarung unterzeichnet, die Olympia Press die britischen Rechte zugestand und alle anderen Rechte den Autoren, womit der Weg frei war für Girodias in England und für die Autoren mit dem geplanten Film in den USA. Die Klärung des Urheberrechts kam allerdings für die Beteiligten zu spät, was die Bucherlöse betraf, da zu diesem Zeitpunkt die Raubdrucker den Markt schon mit Taschenbüchern überschwemmt hatten.
1968 wurde Candy von Christian Marquand verfilmt, mit einem bemerkenswerten Staraufgebot. Trotzdem hatte der Film bei seinem Erscheinen kaum Erfolg.

## Bibliografie
- als Faustino Perez: Until She Screams. Olympia Press, Paris 1956.
- als Hamilton Drake: Sin For Breakfast. Olympia Press, Paris 1957.
- mit Terry Southern: Candy. Traveller’s Companion Series 64. Olympia Press, Paris 1958 (die Erstausgabe erschien unter dem Pseudonym Maxwell Kenton, die 2. und 3. Auflage bei Olympia Press erschien wegen Indizierung der Erstauflage unter dem Titel Lollipop).
  - Deutsch: Candy oder die sexte der Welten (rororo 1482). Mit einem Nachwort von Martin Esslin. Übersetzt von Kai Molvig. Rowohlt, Reinbek bei Hamburg 1972, ISBN 3-499-11482-8.